# Milan Pajk
Milan Pajk, slovenski fotograf, * 6. december 1942, Ljubljana.
Pajk je leta 1966 diplomiral iz arhitekture na Fakulteti za gradbeništvo in geodezijo v Ljubljani. V sredini sedemdesetih let se je posvetil fotografiji in 1977 postal samostojni umetnik. Leta 1980 je bil z oblikovalcema Miljenkom Liculom in Rankom Novakom soustanovitelj studia Znak, ki se je uveljavil kot najvidnejša ustvarjalna skupina na področju vizualnih komunikacij v Sloveniji. Leta 1987 je postal predavatelj na Akademiji za likovno umetnost in oblikovanje v Ljubljani, 1991 izredni in 1996? redni profesor; bil je tudi predstojnik oddelka za vizualne komunikacije na ALUO. Njegove fotografije so objavljene v številnih tiskanih publikacijah s področja tržnih, kulturnih in drugih komunikacij. Ukvarja se tudi z modno fotografijo in fotografsko kritiko.